# Danka Kovinić
Danka Kovinić (cirill írással Данка Ковинић), (Cetinje, 1994. november 18. –) montenegrói hivatásos teniszezőnő, olimpikon.
2010-ben kezdte profi pályafutását. Egy páros WTA-torna győztese, emellett 14 egyéni és négy ITF-tornán végzett az első helyen. Egyéni WTA-győzelemmel még nem rendelkezik, két alkalommal szerepelt döntőben. Legjobb egyéni világranglista-helyezése egyéniben a 46. hely, amit 2016. február 22-én ért el, párosban a 67. helyezés, amelyen 2016. június 20-án állt.
A Grand Slam tornákon a legjobb eredménye egyéniben a 3. kör, amelyet a 2022-es Australian Openen és a 2022-es Roland Garroson teljesített. Párosban a 2. körig jutott a 2016-os, a 2017-es és a 2021-es Australian Openen, valamint a 2021-es US Openen. Juniorként Irina Hromacsova párjaként döntős volt a lányok páros versenyén a 2012-es Australian Openen.
Montenegró színeiben részt vett a 2016-os riói olimpia női egy teniszversenyén. 2011 óta Montenegró Fed-kupa-válogatottjának tagjaként 24 mérkőzésen lépett pályára.

## Junior Grand Slam döntői

### Elveszített döntői (1)
| Év   | Bajnokság       | Borítás | Partner          | Ellenfél                          | Eredmény         |
| ---- | --------------- | ------- | ---------------- | --------------------------------- | ---------------- |
| 2012 | Australian Open | Kemény  | Irina Hromacsova | Gabrielle Andrews Taylor Townsend | 7–5, 5–7, [6–10] |

## WTA-döntői

### Egyéni

#### Elveszített döntői (3)
| Összesítés           |                        |
| Grand Slam-torna (0) |                        |
| Tier I (0)           | Premier Mandatory* (0) |
| Tier II (0)          | Premier Five* (0)      |
| Tier III (0)         | Premier* (0)           |
| Tier IV (0)          | International* (0)     |
| Tier V (0)           | Challenger* (0)        |

* 2009-től megváltozott a tornák rendszere.
 Az egymás mellett azonos színnel jelölt tornatípusok között nincs teljes mértékű megfelelés.
| No. | Dátum             | Helyszín                   | Borítás      | Ellenfél a döntőben    | Eredmény a döntőben | Eredmény a döntőben |
| 1.  | 2015. október 18. | Tianjin Open, Tiencsin     | Kemény       | Agnieszka Radwańska    | 1–6, 2–6            |                     |
| 2.  | 2016. április 24. | Istanbul Cup, Isztambul    | Salak        | Çağla Büyükakçay       | 6–3, 2–6, 3–6       |                     |
| 3.  | 2021. április 11. | WTA Charleston, Charleston | Salak (zöld) | Veronyika Kugyermetova | 4–6, 2–6            |                     |

### Páros

#### Győzelmei (1)
| Összesítés           |                        |
| Grand Slam-torna (0) |                        |
| Tier I (0)           | Premier Mandatory* (0) |
| Tier II (0)          | Premier Five* (0)      |
| Tier III (0)         | Premier* (0)           |
| Tier IV (0)          | International* (1)     |
| Tier V (0)           | Challenger* (0)        |

* 2009-től megváltozott a tornák rendszere.
 Az egymás mellett azonos színnel jelölt tornatípusok között nincs teljes mértékű megfelelés.
| No. | Dátum            | Helyszín                    | Borítás | Partner        | Ellenfél a döntőben              | Eredmény a döntőben | Eredmény a döntőben |
| 1.  | 2015. július 26. | Gastein Ladies, Bad Gastein | Salak   | Stephanie Vogt | Lara Arruabarrena Lucie Hradecká | 4–6, 6–4, [10–3]    |                     |

#### Elveszített döntői (4)
| No. | Dátum                | Helyszín                     | Borítás | Partner          | Ellenfél a döntőben             | Eredmény a döntőben | Eredmény a döntőben |
| 1.  | 2016. január 9.      | ASB Classic, Auckland        | Salak   | Barbora Strýcová | Elise Mertens An-Sophie Mestach | 6–2, 3–6, [5–10]    |                     |
| 2.  | 2016. április 24.    | Istanbul Cup, Isztambul      | Salak   | Xenia Knoll      | Andreea Mitu İpek Soylu         | játék nélkül        |                     |
| 3.  | 2018. július 22.     | BRD Bucharest Open, Bukarest | Salak   | Maryna Zanevska  | Irina-Camelia Begu Andreea Mitu | 3–6, 4–6            |                     |
| 4.  | 2018. szeptember 23. | Guangzhou Open, Kanton       | Kemény  | Vera Lapko       | Monique Adamczak Jessica Moore  | 6–4, 5–7, [4–10]    |                     |

## WTA 125K döntői: 3 (0–3)

### Egyéni: 1 (0–1)
| Eredmény | No. | Dátum            | Torna                | Borítás | Ellenfél a döntőben | Eredmény |
| -------- | --- | ---------------- | -------------------- | ------- | ------------------- | -------- |
| Döntős   | 1.  | 2019. július 13. | Swedish Open, Båstad | Salak   | Doi Miszaki         | 4–6, 4–6 |

### Páros: 2 (0–2)
| Eredmény | No. | Dátum              | Torna                             | Borítás     | Partner          | Ellenfelek a döntőben           | Eredmény            |
| -------- | --- | ------------------ | --------------------------------- | ----------- | ---------------- | ------------------------------- | ------------------- |
| Döntős   | 1.  | 2019. július 13.   | Swedish Open, Båstad              | Salak       | Alexa Guarachi   | Doi Miszaki Natalja Vihljanceva | 5–7, 7–6(4), [7–10] |
| Döntős   | 2.  | 2019. november 17. | OEC Taipei WTA Challenger, Tajpej | Szőnyeg (f) | Dalila Jakupović | Lee Ya-hsuan Wu Fang-hsien      | 6–4, 4–6, [7–10]    |

## ITF döntői

### Egyéni (14–8)
| Díjazás              |
| -------------------- |
| $100,000 torna       |
| $75,000/80,000 torna |
| $50,000/60,000 torna |
| $25,000 torna        |
| $15,000 torna        |
| $10,000 torna        |

| Eredmény | No. | Dátum                | Torna                        | Borítás   | Ellenfél               | Eredmény      |
| -------- | --- | -------------------- | ---------------------------- | --------- | ---------------------- | ------------- |
| Győztes  | 1.  | 2010. október 10.    | Dobrich, Bulgária            | Salak     | Isabella Shinikova     | 6–4, 6–3      |
| Döntős   | 1.  | 2011. június 12.     | Nyíregyháza, Magyarország    | Salak     | Simona Dobrá           | 4–6, 2–6      |
| Győztes  | 2.  | 2011. június 26.     | Balș, Románia                | Salak     | Alice-Andrada Radu     | 6–0, 6–1      |
| Döntős   | 2.  | 2011. szeptember 11. | Podgorica, Montenegro        | Salak     | Paula Ormaechea        | 1–6, 1–6      |
| Győztes  | 3.  | 2012. április 13.    | Tlemcen, Algéria             | Salak     | Alekszandra Romanova   | 6–2, 6–2      |
| Győztes  | 4.  | 2012. július 8.      | Toruń, Lengyelország         | Salak     | Paula Kania            | 6–3, 4–6, 6–3 |
| Győztes  | 5.  | 2013. június 22.     | Ystad, Svédország            | Salak     | Melanie Klaffner       | 6–3, 6–3      |
| Győztes  | 6.  | 2013. június 30.     | Kristinehamn, Svédország     | Salak     | Jasmina Tinjić         | 6–1, 7–5      |
| Győztes  | 7.  | 2014. május 18.      | Saint-Gaudens, Franciaország | Salak     | Pauline Parmentier     | 6–1, 6–2      |
| Döntős   | 3.  | 2015. március 8.     | Curitiba, Brazília           | Salak     | Lourdes Domínguez Lino | 6–4, 2–6, 3–6 |
| Győztes  | 8.  | 2015. május 10.      | Trnava, Szlovákia            | Salak     | Margarita Gaszparjan   | 7–5, 6–3      |
| Győztes  | 9.  | 2016. június 5.      | Marseille, Franciaország     | Salak     | Hszie Su-vej           | 6–2, 6–3      |
| Döntős   | 4.  | 2017. június 18.     | Barcelona, Spanyolország     | Salak     | Mihaela Buzărnescu     | 2–6, 1–6      |
| Döntős   | 5.  | 2017. július 15.     | Budapest, Magyarország       | Salak     | Jana Čepelová          | 4–6, 3–6      |
| Döntős   | 6.  | 2017. augusztus 20.  | Vancouver, Kanada            | Kemény    | Maryna Zanevska        | 7-5, 1-6, 3-6 |
| Döntős   | 7.  | 2019. március 17.    | São Paulo, Brazília          | Salak     | Louisa Chirico         | 0–6, 2–6      |
| Győztes  | 10. | 2019. március 31.    | Campinas, Brazília           | Salak     | Julia Grabher          | 6–2, 3–6, 6–3 |
| Győztes  | 11. | 2019. június 23.     | Ystad, Svédország            | Salak     | Richèl Hogenkamp       | 2–6, 6–3, 6–3 |
| Döntős   | 8.  | 2019. július 21.     | Biarritz, Franciaország      | Salak     | Viktorija Tomova       | 2–6, 7–5, 5–7 |
| Győztes  | 12. | 2019. október 27.    | Székesfehérvár, Magyarország | Salak (f) | Irina-Camelia Begu     | 6–4, 3–6, 6–3 |
| Győztes  | 13. | 2022. május 8.       | Wiesbaden, Németország       | Salak     | Nastasja Schunk        | 6–3, 7–6(0)   |
| Győztes  | 14. | 2023. április 23.    | Oeiras, Portugália           | Salak     | Rebeka Masarova        | 6–2, 6–2      |

### Páros (4–7)
| Eredmény | No. | Dátum                | Torna                          | Borítás     | Partner             | Ellenfél                             | Eredmény         |
| -------- | --- | -------------------- | ------------------------------ | ----------- | ------------------- | ------------------------------------ | ---------------- |
| Döntős   | 1.  | 2011. szeptember 11. | Podgorica, Montenegró          | Salak       | Danica Krstajić     | Corinna Dentoni Florencia Molinero   | 4–6, 7–5, [5–10] |
| Döntős   | 2.  | 2011. október 29.    | Lagos, Nigéria                 | Szőnyeg (f) | Elina Szvitolina    | Melanie Klaffner Szatmári Ágnes      | 0–6, 7–6, [5–10] |
| Döntős   | 3.  | 2013. április 13.    | Mamaia, Románia                | Salak       | Tadeja Majerič      | Elena Bogdan Raluca Olaru            | 6–7(4, 3–6       |
| Döntős   | 4.  | 2012. szeptember 1.  | La Marsa, Tunézia              | Salak       | Laura Pigossi       | Jani Réka Luca Eugenyija Paskova     | 3–6, 6–4, [5–10] |
| Győztes  | 1.  | 2012. május 25.      | Caserta, Olaszország           | Salak       | Renata Voráčová     | Elena Bogdan Cristina Dinu           | 6–4, 7–6(3)      |
| Győztes  | 2.  | 2015. február 13.    | São Paulo, Brazília            | Salak       | Andreea Mitu        | Tatiana Búa Paula Cristina Gonçalves | 6–2, 7–5         |
| Győztes  | 3.  | 2015. július 10.     | Contrexéville, Franciaország   | Salak       | Okszana Kalasnikova | Irina Ramialison Constance Sibille   | 2–6, 6–3, [10–6] |
| Döntős   | 5.  | 2018. március 10.    | Csuhaj, Kína                   | Kemény      | Hibino Nao          | Anna Blinkova Lesley Kerkhove        | 5–7, 4–6         |
| Döntős   | 6.  | 2018. március 17.    | Sencsen, Kína                  | Kemény      | Vang Hszin-jü       | Anna Kalinszkaja Viktória Kužmová    | 4–6, 6–1, [7–10] |
| Döntős   | 7.  | 2018. június 16.     | Hódmezővásárhely, Magyarország | Salak       | Nina Stojanović     | Jani Réka Luca Nadia Podoroska       | 4–6, 4–6         |
| Győztes  | 4.  | 2019. március 30.    | Campinas, Brazília             | Salak       | Laura Pigossi       | Carolina Alves Gabriela Cé           | 6–3, 6–2         |

## Eredményei Grand Slam-tornákon

### Egyéni
| Grand Slam | Australian Open | Australian Open     | Roland Garros  | Roland Garros    | Wimbledon      | Wimbledon       | US Open        | US Open             |
| Év         | Eredmény        | Utolsó ellenfél     | Eredmény       | Utolsó ellenfél  | Eredmény       | Utolsó ellenfél | Eredmény       | Utolsó ellenfél     |
| 2014       | Selejtező (Q3)  | Selejtező (Q3)      | 1. kör         | Kirsten Flipkens | Selejtező (Q3) | Selejtező (Q3)  | Selejtező (Q1) | Selejtező (Q1)      |
| 2015       | Selejtező (Q1)  | Selejtező (Q1)      | 2. kör         | K Mladenovic     | 1. kör         | Samantha Stosur | 2. kör         | AK Schmiedlová      |
| 2016       | 2. kör          | V Azaranka          | 1. kör         | Petra Kvitová    | 1. kör         | Mona Barthel    | 1. kör         | Montserrat González |
| 2017       | 2. kör          | Bacsinszky Tímea    | 1. kör         | Ana Konjuh       | 1. kör         | Jennifer Brady  | Selejtező (Q2) | Selejtező (Q2)      |
| 2018       | Selejtező (Q2)  | Selejtező (Q2)      | Selejtező (Q1) | Selejtező (Q1)   | Selejtező (Q1) | Selejtező (Q1)  | Selejtező (Q1) | Selejtező (Q1)      |
| 2019       | Selejtező (Q3)  | Selejtező (Q3)      | Selejtező (Q1) | Selejtező (Q1)   | Selejtező (Q2) | Selejtező (Q2)  | Selejtező (Q2) | Selejtező (Q2)      |
| 2020       | 1. kör          | Elise Mertens       | 1. kör         | V Azaranka       | elmaradt       | elmaradt        | 2. kör         | Magda Linette       |
| 2021       | 1. kör          | Ashleigh Barty      | 2. kör         | Paula Badosa     | –              | –               | 1. kör         | Kristýna Plíšková   |
| 2022       | 3. kör          | Simona Halep        | 3. kör         | Iga Świątek      | –              | –               | 1. kör         | Serena Williams     |
| 2023       | 1. kör          | Lauren Davis        | 1. kör         | Linda Nosková    | –              | –               | 1. kör         | Lauren Davis        |
| 2024       | –               | –                   | –              | –                | –              | –               | –              | –                   |
| 2025       | 2. kör          | Dajana Jasztremszka |                |                  |                |                 |                |                     |

### Páros
| Grand Slam | Australian Open          | Australian Open               | Roland Garros              | Roland Garros                      | Wimbledon             | Wimbledon                         | US Open                 | US Open                               |
| Év         | Eredmény Partner         | Utolsó ellenfél               | Eredmény Partner           | Utolsó ellenfél                    | Eredmény Partner      | Utolsó ellenfél                   | Eredmény Partner        | Utolsó ellenfél                       |
| 2015       | –                        | –                             | –                          | –                                  | –                     | –                                 | 1. kör J Putyinceva     | TA Black Ingrid Neel                  |
| 2016       | 2. kör D Kaszatkina      | Madison Brengle Tatjana Maria | 1. kör Okszana Kalasnikova | Ljudmila Kicsenok Nagyija Kicsenok | 1. kör L Arruabarrena | Jelena Janković Aleksandra Krunić | 2. kör Alicja Rosolska  | Barbora Krejčíková Kateřina Siniaková |
| 2017       | 2. kör Laura Siegemund   | Vania King J Svedova          | –                          | –                                  | –                     | –                                 | –                       | –                                     |
| 2018       | –                        | –                             | –                          | –                                  | –                     | –                                 | –                       | –                                     |
| 2019       | –                        | –                             | –                          | –                                  | –                     | –                                 | –                       | –                                     |
| 2020       | –                        | –                             | 1. kör Xenia Knoll         | Nicole Melichar Iga Świątek        | elmaradt              | elmaradt                          | –                       | –                                     |
| 2021       | 2. kör Paula Badosa      | Hayley Carter Luisa Stefani   | 1. kör Irina Hromacsova    | Csan Hao-csing Latisha Chan        | –                     | –                                 | 2. kör Rebecca Peterson | Alexa Guarachi Desirae Krawczyk       |
| 2022       | 1. kör Aleksandra Krunić | Asia Muhammad Jessica Pegula  | –                          | –                                  | –                     | –                                 | –                       | –                                     |
| 2023       | 1. kör Kaitlyn Christian | Kato Miju Aldila Sutjiadi     |                            |                                    |                       |                                   |                         |                                       |

## Év végi világranglista-helyezései
| Év     | 2010 | 2011 | 2012 | 2013 | 2014 | 2015 | 2016 | 2017 | 2018 | 2019 | 2020 | 2021 | 2022 | 2023 | 2024 |
| Egyéni | 687. | 354. | 295. | 170. | 109. | 58.  | 74.  | 118. | 182. | 88.  | 77.  | 95.  | 79.  | 111. | –    |
| Páros  | −    | 450. | 351. | 395. | 214. | 106. | 83.  | 140. | 112. | 140. | 172. | 138. | 631. | 262. | –    |